# セーシェルシキチョウ
セーシェルシキチョウ（塞設勒四季鳥、Copsychus sechellarum）は、スズメ目ツグミ科に分類される鳥類。

## 分布
セーシェル（フリゲート島）固有種

## 形態
全長18-21cm。全身は青い光沢のある黒い羽毛で覆われる。翼には白い斑紋が入る。
嘴は細長い。後肢は長く、色彩は黒い。
卵を覆う殻は淡青色。幼鳥は羽毛に光沢が無く、翼の白色部外縁（羽縁）が灰褐色。

## 生態
海岸にある原生林に生息するが、農耕地にも生息する。地表棲。
食性は雑食で、昆虫、サソリ、多足類、魚類、小型爬虫類、鳥類の卵、果実などを食べる。主に地表で採食を行う。
繁殖形態は卵生。周年繁殖し大木の樹洞や樹冠に植物を束ねたお椀状の巣を作り、1回に1個の卵を産む。

## 人間との関係
開発による生息地の破壊、人為的に移入されたネコやドブネズミによる捕食、鳥類やドブネズミとの競合などにより生息数は激減し1965年にフリゲート島の個体群を除いて絶滅した。生息環境の整備、給餌、巣箱の設置、外敵の駆除などの対策が行われている。またフリゲート島の個体がアリーデ島、クーザン島、クジン島に再導入された。1987年における生息数は20羽、1994年における生息数は48羽、1999年における生息数は85羽が確認されている。